# Stackhousia monogyna
Stackhousia monogyna är en benvedsväxtart som beskrevs av Jacques-Julien Houtou de La Billardière. Stackhousia monogyna ingår i släktet Stackhousia och familjen Celastraceae. Inga underarter finns listade.

## Bildgalleri

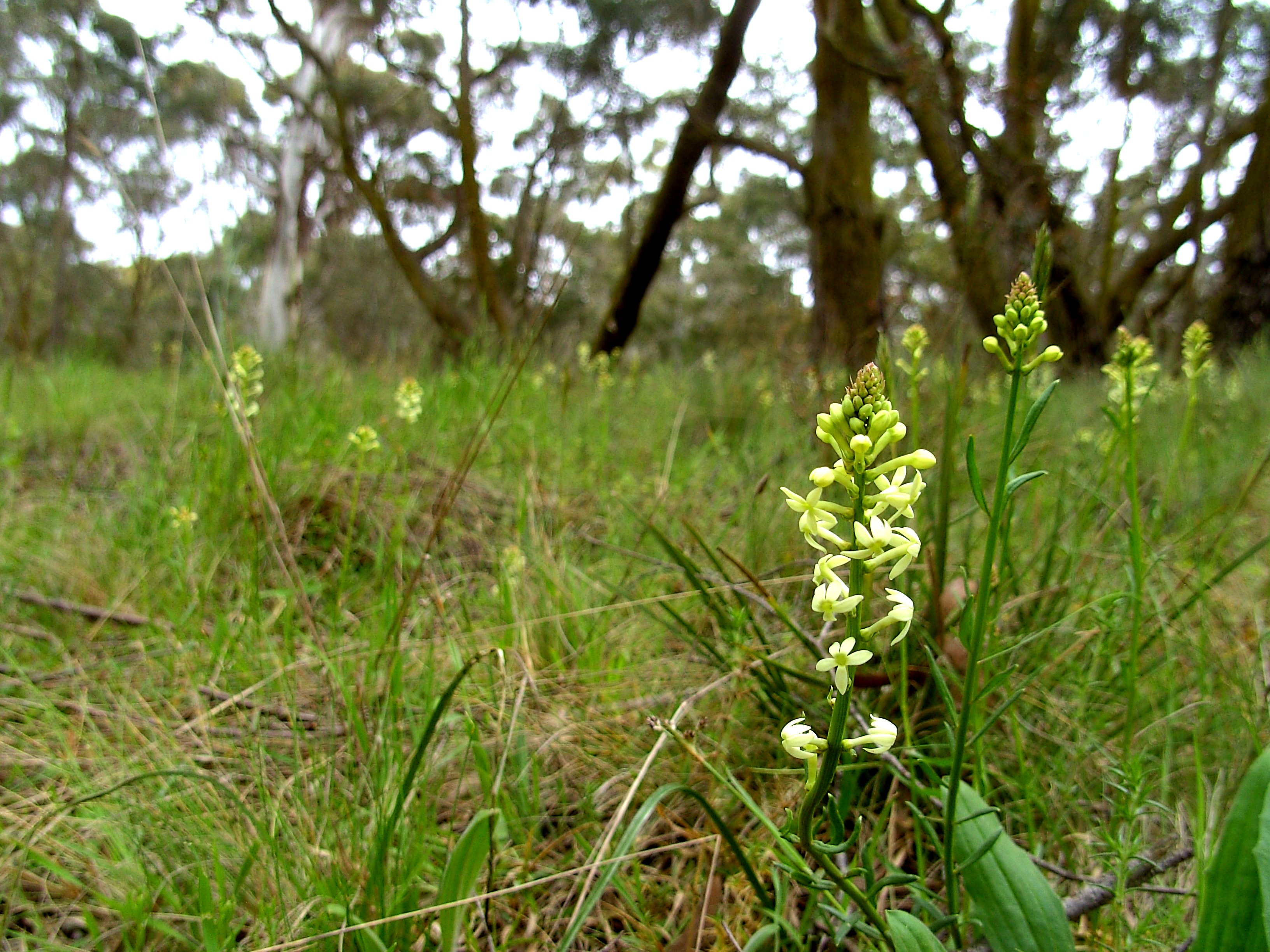